# Südafrikanische Cricket-Nationalmannschaft in England in der Saison 2025
Die Tour der südafrikanischen Cricket-Nationalmannschaft nach England in der Saison 2025 findet vom 2. bis zum 14. September 2025 statt. Die internationale Cricket-Tour ist Bestandteil der Internationalen Cricket-Saison 2025 und umfasst drei ODIs und drei Twenty20s.

## Vorgeschichte
Südafrika bestritt zuvor eine Tour in Australien, England gegen Indien. Das letzte Aufeinandertreffen der beiden Mannschaften bei einer Tour fand in der Saison 2022/23 in Südafrika statt.

## Stadien
Die folgenden Stadien wurden für die Tour als Austragungsorte bestimmt.
| Stadion                     | Stadt       | Kapazität | Spiele |
| --------------------------- | ----------- | --------- | ------ |
| Sophia Gardens              | Cardiff     | 15.643    | 1. T20 |
| Headingley Stadium          | Leeds       | 17.000    | 1. ODI |
| Lord’s Cricket Ground       | London      | 30.000    | 2. ODI |
| Old Trafford Cricket Ground | Manchester  | 19.000    | 2. T20 |
| Trent Bridge                | Nottingham  | 15.350    | 3. T20 |
| Rose Bowl                   | Southampton | 6.500     | 3. ODI |

## Kaderlisten
England benannte seine Kader am 15. August 2025.
| ODI | ODI       | Twenty20 | Twenty20  |
| England | Südafrika | England | Südafrika |
| --- | --------- | --- | --------- |
| - Harry Brook (K) - Rehan Ahmed - Jofra Archer - Sonny Baker - Tom Banton (wk) - Jacob Bethell - Jos Buttler (wk) - Brydon Carse - Ben Duckett - Will Jacks - Saqib Mahmood - Jamie Overton - Adil Rashid - Joe Root - Jamie Smith (wk) |           | - Harry Brook (K) - Rehan Ahmed - Jofra Archer - Tom Banton (wk) - Jacob Bethell - Jos Buttler (wk) - Brydon Carse - Liam Dawson - Ben Duckett - Will Jacks - Saqib Mahmood - Jamie Overton - Adil Rashid - Phil Salt (wk) - Jamie Smith (wk) - Luke Wood |           |

## One-Day Internationals

### Erstes ODI in Leeds
| 2. September Scorecard | Leeds | England | – | Südafrika |
|                        |       |         |   |           |

### Zweites ODI in London
| 4. September Scorecard | London (Lord’s) | England | – | Südafrika |
|                        |                 |         |   |           |

### Drittes ODI in Southampton
| 7. September Scorecard | Southampton | England | – | Südafrika |
|                        |             |         |   |           |

## Twenty20 Internationals

### Erstes Twenty20 International in Cardiff
| 10. September Scorecard | Cardiff | England | – | Südafrika |
|                         |         |         |   |           |

### Zweites Twenty20 International in Manchester
| 12. September Scorecard | Manchester | England | – | Südafrika |
|                         |            |         |   |           |

### Drittes Twenty20 International in Nottingham
| 14. September Scorecard | Nottingham | England | – | Südafrika |
|                         |            |         |   |           |

## Auszeichnungen

### Player of the Series
Als Player of the Series wurden der folgende Spieler ausgezeichnet.
| Serie    | Player of the Series |
| -------- | -------------------- |
| ODI      |                      |
| Twenty20 |                      |

### Player of the Match
Als Player of the Match wurden die folgenden Spieler ausgezeichnet.
| Spiel  | Player of the Match |
| ------ | ------------------- |
| 1. ODI |                     |
| 2. ODI |                     |
| 3. ODI |                     |
| 1. T20 |                     |
| 2. T20 |                     |
| 3. T20 |                     |